# 德意志国铁路137 155型柴油动车组
DRG Class SVT 137 是一種屬於流線型的柴聯車，它開始被使用於德意志国铁路 時期，並在二次大戰以後分別由屬於西德的 德国联邦铁路（後來DB將型號改為VT 04）與屬於東德的 德国国营铁路 所繼續使用。在當時，它創造了最高時速 160 km/h（100 mph）與平均時速達到 132 km/h的世界紀錄。因此它可以算是當時中歐的第一列柴油高速火車。

## 各種型式與其相關資料
SVT 137 是參考原型車 DRG Class SVT 877 而加以改進，其總共可區分為四種不同的通用型式與一種實驗類型式：
- 「Bauart Hamburg」（漢堡型式），兩節車廂組成，採用關節式轉向架，604 kW，2'Bo'2'，No 137 149 — 152
- 「Bauart Leipzig」（萊比錫型式），三節車廂組成，採用關節式轉向架，884 kW，2'Bo'Bo'2'，No 137 153 – 154 與 137 233 – 234，DR 183 251
- 「Bauart Köln"（科隆型式），三節車廂組成，共建造14組，採用傳統格爾利茨型式（"Bauart Görlitz"）的轉向架，882 kW / 956 kW， 	2'Bo'+2'2'+Bo'2'，160 t，座位數 132，No 137 273 — 278 與 137 851 — 858。
- 「Bauart Berlin」（柏林型式），四節車廂組成，其中包含一節動力／郵件車廂，使用單一慢速柴油引擎：970 kW，2'Bo'2'2'+'2'2'+Bo'2'，210.6 t，座位數126，No 137 901 — 902
- SVT 137 155（Kruckenberg實驗型式），由當初於1934－1938年設計建造Schienenzeppelin的Franz Kruckenberg所設計。三節車廂組成，採用了柴油液體變速驅動（diesel—hydraulic），其中只有一端的車頭附有柴油引擎。因其為實驗車型，所以並未投入正式的客運服務。但在1939年的6月23日於漢堡—柏林（Hamburg—Berlin）之間創下了時速高達 215 km/h的世界紀錄。此車型的設計也大大影響了之後西德DB的 DB Class VT 10.5，DB Class VT 11.5 與東德DR的 DR Class VT 18.16 相關設計與生產。

大部分的SVT 137都是屬於 柴油電力驅動（diesel—electric），只有兩組「Bauart Leipzig」（萊比錫形式）與Kruckenberg實驗型使用了柴油液體變速驅動（diesel—hydraulic）。

## 歷史
由於 DRG Class SVT 877「飛行的漢堡人」（Flying Hamburger）的成功，DRG便開始計畫一套由柴聯車所組成，從首都柏林出發至德國各個主要城市的的高速鐵路網。而首先在1934/1935年間所生產的「Bauart Hamburg」（漢堡型式），便展現了與原型車SVT 877有所不同的設計：座位數由原先的99減少為77，最主要的不同便是由原先一排 3+1 的座位改為 2+1。「Bauart Hamburg」（漢堡型式）全長也比SVT 877長了2.3公尺。
1935年的7月1日，北部的主要幹線 柏林—漢諾威—科隆 的SVT高速客運正式開始營運；而另一條貫穿中部的主要幹線 柏林—萊比錫—埃爾福特—法蘭克福 則緊接著在1935年的8月15日開始服務載客。而自1936年開始，通往南部主要城市的 柏林—紐倫堡—慕尼黑／司徒加特 路線也加入了整個高速鐵路網展開營運。
在1936年的2月17日，「Bauart Leipzig」（萊比錫形式）締造了時速高達 205 km/h 的世界紀錄 而接著從1936年的5月開始，這列火車並在 柏林—佈雷斯勞—比托姆（通往現在波蘭）的路線當中，以4小時17分跑完全程，也就是說它的平均表定時速達到了驚人的 109 km/h。
隨著第二次世界大战的開始，SVT的高速客運服務從1939年的8月開始暫停服務。且在第二次世界大战中，有部分的車廂被德軍用在軍事用途的運輸當中。
在二次世界大戰以後，有部分的 SVT 137 被送交到其他國家的手上。其中 SVT 137 274一開始被使用於美國佔領區，但它後來被轉送到美國弗吉尼亚州的 Fort Eustis，被當作「有趣的科技物品」（Technical interesting object）所保存。而 SVT 137 852 則在1949年 開始服務於 CSD（捷克斯洛伐克國鐵），並被用在 布拉格—布拉提斯拉瓦 的線路上。另外還有一列 SVT 137 855 被運用為 Trainset DP—14 班次，服務於苏联的 SZD。
其他剩下在德國的 SVT 137 則是被大戰之後西德的 德意志聯邦鐵路（DB） 將型號改為VT 04或VT 06與東德的 德意志國家鐵路（DR） 改為VT 137，（之後又改為 VT 183）繼續使用。
DRG SVT 137 225 「Bauart Hamburg」（如右上圖所示），曾經被前東德政府一直使用到1975年為止。在1991年，此列火車被重新漆上原來的塗裝，並且保存展示於現今的萊比錫中

## 外部連結
- http://www.dbtrains.com/en/trainsets/epochII/SVT_Hamburg （页面存档备份，存于）
- http://www.dbtrains.com/en/trainsets/epochII/SVT_Leipzig （页面存档备份，存于）
- http://www.dbtrains.com/en/trainsets/epochII/SVT_Koln （页面存档备份，存于）
- http://www.dbtrains.com/en/trainsets/epochII/SVT_Berlin （页面存档备份，存于）
- http://www.railfaneurope.net/pix/de/diesel/dmu/historic/SVT137/pix.html （页面存档备份，存于） good picture site
- https://web.archive.org/web/20061231190335/http://www.verkehrsmuseum-dresden.de/de/presse/presse_Eisenbahnausstellung.htm 137 155 (Kruckenberg), German site
- http://www.hfi.tu-berlin.de/Foettinger/Projekte/SVT137155/svt137155.pdf%5B%5D Details about 137 155, German